# Сельское поселение Печинено
Сельское поселение Печинено — муниципальное образование в Богатовском районе Самарской области.
Административный центр — село Печинено.

## Административное устройство
В состав сельского поселения Печинено входят:
- село Печинено,
- село Тростянка,
- село Фёдоровка,
- посёлок Восточный,
- посёлок Горский,
- посёлок Духовой,
- посёлок Елшанский,
- посёлок Западный,
- посёлок Ключ Мира,
- посёлок Никольский,
- посёлок Петровский,
- посёлок Центральный.